# موسى الشابندر

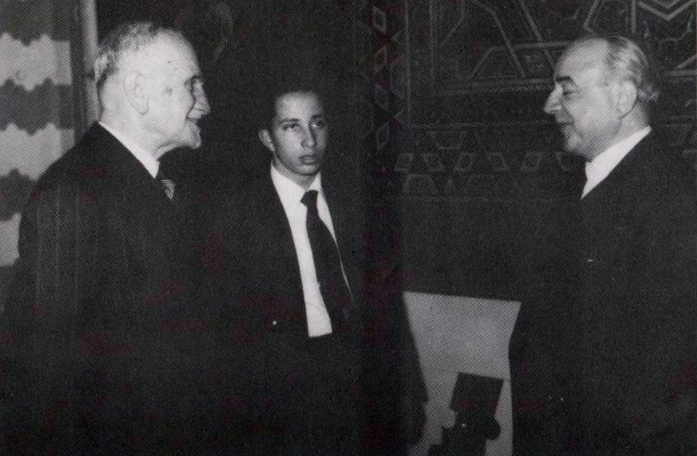
موسى الشابندر عندما كان سفيرا في سوريا مع ملك العراق فيصل الثاني والرئيس السوري هاشم الأتاسي

موسى محمود الشابندر (ولد عام 1897 وتوفي عام 1967) هو سياسي عراقي شغل مناصب مختلفة في الحكومات العراقية في العهد الملكي منها شغل منصب وزير الخارجية لعدة مرات بين عامي 1941 و1955.
هو موسى ابن محمود جلبي بن محمد سعيد بن آحمد أغا الشابندر باني مسجد الشابندر في محلة السفينة بمنطقة الأعظمية في بغداد. وشقيق إبراهيم الشابندر،
عين قنصلا للعراق في سويسرا عام 1933. ثم عمل في السفارة العراقية في برلين في فترة الثلاثينات حتى بداية الحرب العالمية الثانية.
شغل منصب وزير الخارجية 13 نيسان 1941 حتى 29 أيار في حكومة رشيد عالي الكيلاني، وشارك في حركة مايس والتي ادعى أنه أجبر على المشاركة فيها. اعتقل بعدها في الأهواز ونفي إلى قارة أفريقيا ثم سجن في سجن أبي غريب لمدة خمس سنوات مع مصادرة كل أمواله.
أفرج عنه قبل انتهاء المدة بسنة ونصف ثم عرض عليه نوري السعيد عام 1949 الاشتراك في حزب الاتحاد الدستوري الذي أسسه حينها، فصار الشابندر أمينا للصندوق في الحزب. كما عينه نوري السعيد في العام ذاته سفيرا للعراق في سوريا.
عاد لشغل منصب وزير الخارجية في حكومة الدكتور محمد فاضل الجمالي للفترة من 8 آذار 1954 إلى 29 نيسان 1954. كما شغل المنب ذاته للفترة 3 آب 1954 إلى 8 أيار 1955 في وزارة نوري السعيد.

## مؤلفاته
- مذكراته «ذكريات بغدادية: العراق بين الاحتلال والاستقلال» الصادر عن دار رياض الريس عام 1993.[2]

## كتب عنه
- بحث لفؤاد العميدي من جامعة بابل بعنوان: موسى الشابندر ودوره السياسي والفكري في العراق حتى عام 1958.[8]